# (36428) 2000 PV8
2000 بي في 8 (ويعرف أيضًا باسم (36428) 2000 بي في 8 وفق تسمية الكوكب الصغير) (بالإنجليزية: 2000 PV8)‏ هو كويكب ضمن حزام الكويكبات؛ وترتيبه 36428 من حيث الاكتشاف.
اكتُشف هذا الجُرم الفلكي بواسطة جون بروفتون في 9 أغسطس 2000.

## وصلات خارجية
- (36428) 2000 PV8 في قاعدة بيانات مختبر الدفع النفاث لأجرام النظام الشمسي الصغيرة

- الاكتشاف · مخطط المدار ·  العناصر المدارية · المعلمات المادية

- (36428) 2000 PV8 على موقع ويكي سكاي: DSS2, SDSS, GALEX, IRAS, Hydrogen α, X-Ray, Astrophoto, Sky Map, Articles and images